# Carupella epibranchialis
Carupella epibranchialis is een krabbensoort uit de familie van de Portunidae. De wetenschappelijke naam van de soort is voor het eerst geldig gepubliceerd in 1970 door Zarenkov.